# 9063 Washi
A 9063 Washi (ideiglenes jelöléssel 1992 YS) a Naprendszer kisbolygóövében található aszteroida. Tsutomu Seki fedezte fel 1992. december 17-én.